# 아가톤의 이야기
《아가톤의 이야기》($Geschichte des Agathon)는 독일의 작가 크리스토프 마르틴 빌란트 (Christoph Martin Wieland, 1733–1813)가 쓴 장편 소설로, 1766년에서 1767년에 걸쳐 두 권으로 처음 출간되었으며, 이후 1773년과 1794년에 각각 개정되었다.
이 소설은 독일 문학사상 최초의 본격적인 교양 소설이자 교육 소설로 평가받으며, 현대 심리주의 소설의 선구적인 작품으로 꼽힌다. 기원전 5세기에서 4세기로 넘어가는 시기를 배경으로, 아름다운 아테네 청년 아가톤이 성숙한 인간으로 성장해 가는 과정을 그리고 있다. 작가는 주인공 아가톤이 환멸과 실망을 거듭하며 점차 현실적이고 성공적이며 행복한 삶의 태도를 갖추게 되는 모습을 보여준다.

## 내용
이 소설의 표어는 다음과 같다. Quid Virtus, et quid Sapientia possit / utile proposuit nobis exemplum. (미덕과 지혜가 무엇을 할 수 있는가 / 우리에게 유익한 본보기를 보여주었노라.)
젊은 아가톤은 현실과 동떨어진 이상을 신봉하는 열정적인 몽상가이다. 그는 먼저 델포이 신전의 사제들이 가진 이중적인 도덕과 위선을 경험해야만 했다. 그 후 아테네인들의 시기심과 정치적인 변덕에 환멸을 느끼게 된다. 이어서 소피스트인 히피아스가 그의 순수한 정신적 사랑의 이상을 기만한다. 마침내 아가톤은 시라쿠사의 참주 디오니시오스 1세의 궁정에 이르게 되고, 그곳에서 플라톤의 예를 통해 철학적 이상이 정치 현실에서는 실현될 수 없음을 목격한다. 이러한 과정 속에서 아가톤은 히피아스와 같은 인간 혐오자가 될 위기에 처한다. 그러나 행운의 상황 덕분에 구원받는다. 그는 타렌툼에서 아르키타스라는 실천적인 삶의 지혜와 세계에 대한 현명함을 가르쳐주는 스승을 만나 칼로카가티아의 경지에 이르게 된다. 이는 미덕, 이성, 감정, 그리고 미적 감각이 조화를 이룬 상태를 의미한다.
이것은 작가의 개인적인 체험을 서술한 작품으로 주인공 아가톤을 플라톤의 이상주의를 신봉하는 시인이나, 궤변가 히피아스는 그를 저속한 유물론자로 전향하도록 하려 한다. 아가톤은 이 설에는 빠지지 않았으나 다나에라는 매혹적인 여인에게 사로잡힌다. 여러 가지 사상적 방황을 겪은 주인공은 결국 이상과 현실과의 조화라는 경지에 도달하게 된다는 줄거리이다.